# Automne Pavia
Automne Pavia, född den 3 januari 1989 i Péronne, Frankrike, är en fransk judoutövare.
Hon tog OS-brons i damernas lättvikt i samband med de olympiska judotävlingarna 2012 i London.